# Anton Wladimirowitsch Dumanski
Anton Wladimirowitsch Dumanski (* 8. Junijul. / 20. Juni 1880greg. in Iwanowo-Wosnessensk, Gouvernement Wladimir, Russisches Kaiserreich; † 14. Mai 1967 in Kiew, Ukrainische SSR) war ein sowjetischer Chemiker ukrainischer Herkunft und einer der Begründer der Kolloidchemie in der Sowjetunion.

## Leben
Anton Dumanskis Vater war Ukrainer aus dem österreichisch-ungarischen Transkarpatien und zog aufgrund der dortigen Magyarisierung nach Iwanowo-Wosnessensk, dem heutigen Iwanowo in der Oblast Iwanowo der Russischen Föderation, wo Anton Dumanski 1880 zur Welt kam.
Er absolvierte 1903 das Kiewer Polytechnische Institut und war dort noch bis 1913 als Wissenschaftler tätig. Von 1912 an lehrte er kolloidale Chemie an der Sankt-Wladimir-Universität Kiew und von 1913 bis 1930 war er Professor und Rektor des Landwirtschaftsinstituts von Woronesch.
1930 war er der Initiator und Organisator des Woronescher Chemisch-Technologischen Instituts, an dem er bis 1941 als Professor tätig war. 1933 wurde er Korrespondierendes Mitglied der Akademie der Wissenschaften der UdSSR und 1935 war er Gründer und seitdem Herausgeber des „Colloidal Journal“ (Колоїдний журнал).
Von 1933 bis 1941 war er zudem Professor und Dekan der Universität Woronesch sowie im gleichen Zeitraum Direktor und Organisator des Woronescher staatlichen wissenschaftlichen Forschungsinstituts für Kolloidchemie. Seit 1940 war er Mitglied der KPdSU. Zwischen 1941 und 1943 war er Professor an der kasachischen Universität in Alma-Ata und anschließend war er bis 1945 Professor und Leiter des Labors des Unionsforschungsinstituts für Chemie des Ministeriums für Lebensmittelindustrie der UdSSR in Moskau.
Nach dem Zweiten Weltkrieg zog er nach Kiew und wurde dort 1945 Mitglied der Akademie der Wissenschaften der Ukrainischen SSR. Von 1946 bis 1960 war er Direktor des Instituts für Allgemeine und Anorganische Chemie, benannt nach W. I. Wernadski der Ukrainischen Akademie der Wissenschaften, von 1960 bis 1965 war er dort Leiter des Laboratoriums sowie von 1965 bis 1967 Senior-Wissenschaftler.
Außerdem war er zwischen 1946 und 1952 Professor und Abteilungsleiter an der Universität Kiew.
Er starb 1967 im Alter von 86 Jahren in Kiew und wurde dort auf dem Baikowe-Friedhof bestattet.

## Werk
Dumanski führte physikalische Forschungsmethoden in die kolloidale Chemie ein.
Er beobachtete eine Zunahme der Konzentration von Salzen, wenn man Gelatine in ihre Lösung einführte, was später dazu beitrug, die Rolle von Wasser, das mit kolloidalen Teilchen assoziiert ist, nachzuweisen. Um die Eigenschaften der Umgebung der kolloidalen Partikel (Dispersionsmedium) untersuchen zu können, wurden von ihm 1908 Membrane aus Kollodium anstelle der Verwendung von Tieren eingeführt, die später in der Chemie und Biologie breite Anwendung fanden. Außerdem führte er leistungsstarke Zentrifugen ein, um den Wert kolloidaler Partikel zu messen.
Seine und die Arbeit seiner Schüler über die Solvatisierung von kolloidalen Systemen haben zu erheblichen Veränderungen in der Theorie und technischen Anwendung mehrerer Zweige von praktischen Gebieten der Kolloidchemie (Agronomie, Zucker, Fermentation, Stärkeflotation, Bäckerei und andere Industrien) geführt.
So führte sein Werk zur Entwicklung der Lehre von gebundenem Wasser und zu neuen Methoden seiner Definition. Anton Dumanski hat 240 wissenschaftliche Arbeiten veröffentlicht.

## Ehrungen
- 1980 wurde anlässlich seines 100. Geburtstages das Institut für Kolloidchemie und Wasserchemie der Nationalen Akademie der Wissenschaften der Ukraine nach ihm benannt[6]
- 1973 wurde in der Kiewer Innenstadt zu seiner Erinnerung eine Gedenktafel angebracht[7]
- 1950 Verdienter Arbeiter der Wissenschaft und Technologie der Ukrainischen SSR[2]
- 1945 Akademiemitglied der Akademie der Wissenschaften der USSR[2]
- 1942 Verdienter Arbeiter der Wissenschaft und Technologie der Kasachischen SSR[2]
- 1933 Korrespondierendes Mitglied der Akademie der Wissenschaften der UdSSR[2]
- Leninorden (2×)[2]
- Orden des Roten Banners der Arbeit[2]